# Barbula serripungens
Barbula serripungens là một loài rêu trong họ Pottiaceae. Loài này được Lorentz & Müll. Hal. mô tả khoa học đầu tiên năm 1879.